# Suddivisioni della Romania
Le suddivisioni della Romania, dal punto di vista territoriale, si distinguono tra:
- 41 distretti (in romeno: județ, sing. județe)), cui è equiordinato il municipio di Bucarest;
- 3181 comuni (comunele, sing. comună)[1], di cui:
  - 103 sono classificati come municipi (municipiile, sing. municipiu);
  - 217 sono classificati come città (orașe, sing. oraș).

I comuni sono poi divisi in villaggi, privi di funzioni amministrative, pari nel loro complesso ad oltre 13 000.
Una particolarità è rappresentata da Bucarest, che è una divisione secondaria piuttosto che una divisione di terzo livello come gli altri municipi ed è ufficialmente divisa in sei settori, ognuno dei quali con un governo e un console locale. Un'altra particolarità è la possibilità di creare zone metropolitane che coordinino le amministrazioni dei comuni di maggiore urbanizzazione.
A livello statistico, inoltre, la Romania si suddivide in nove regioni di sviluppo, prive di rilevanza amministrativa e contemplate al fine di coordinare le politiche di sviluppo. Tali regioni costituiscono il punto di riferimento della nomenclatura delle unità territoriali statistiche (NUTS) di II livello, in base alle regole europee decise dall'Eurostat. In particolare, l'Ordinanza Governativa di Emergenza n° 75/2001 sul funzionamento dell'Istituto Nazionale di Statistica istituisce otto Direttorati Generali di statistica regionale che, insieme ai 34 direttorati dei distretti, aiutano a sviluppare statistiche nazionali.
Gli atti legali che riguardano la divisione territoriale della Romania definiscono l'attuale struttura territoriale, simile al NUTS, come segue:
- NUTS I livello: 4 macroregiunea;

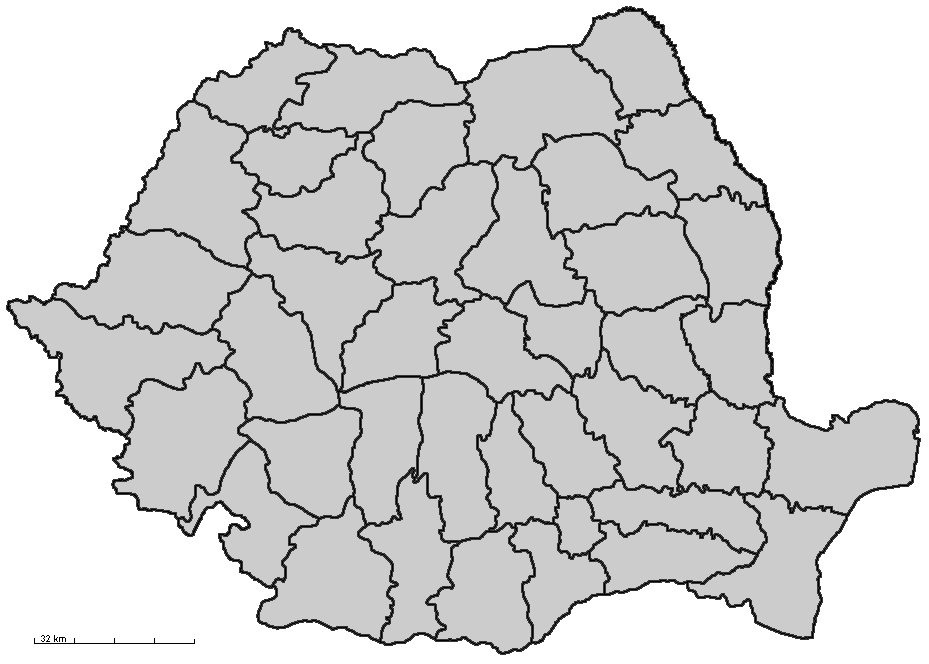
Cartina dei distretti della Romania

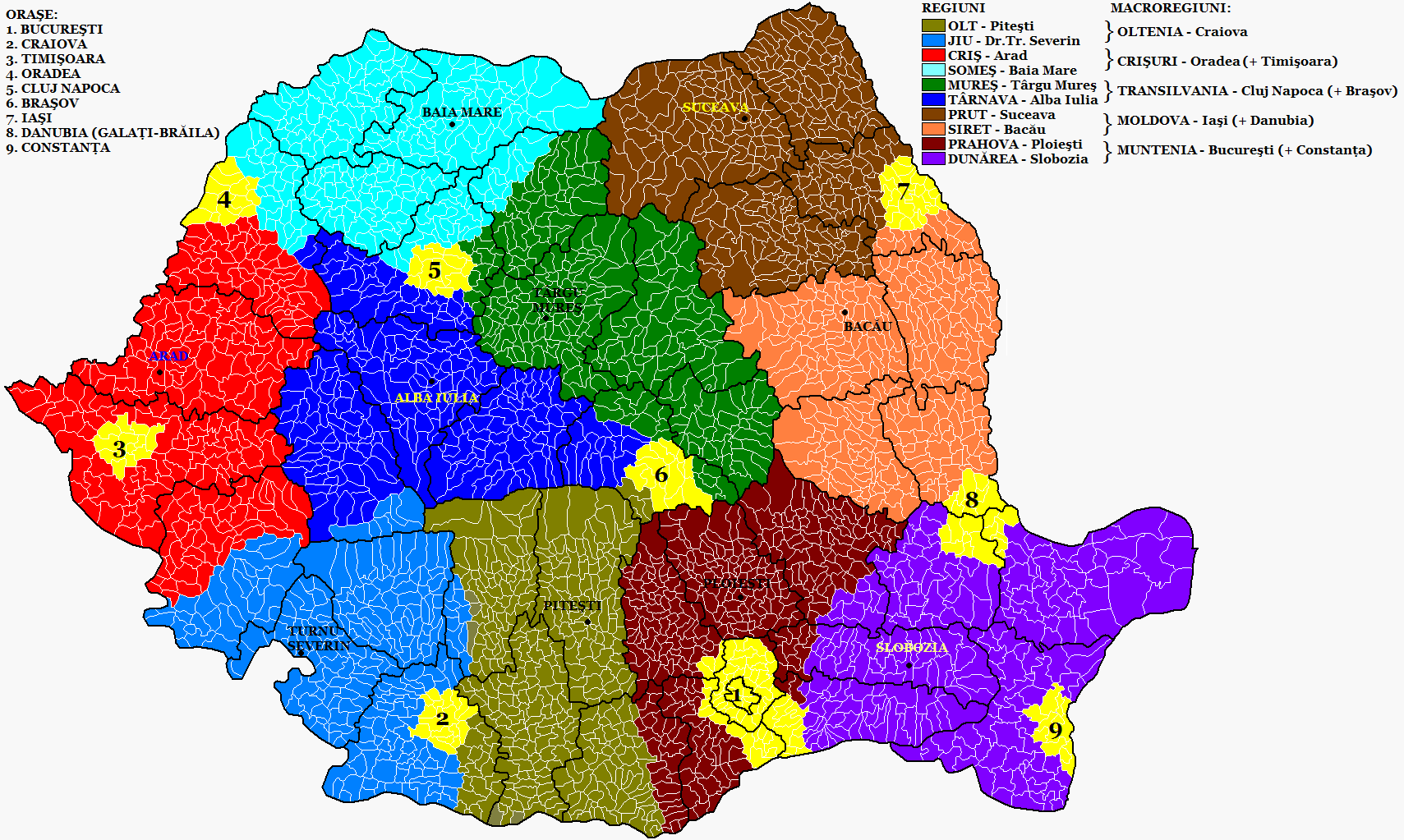

- NUTS II livello: 9 regioni di sviluppo con una popolazione media di 2,8 milioni di abitanti;
- NUTS III livello: 42 distretti, che riflettono la struttura amministrativo-territoriale della Romania;
- NUTS IV livello: non utilizzata, dato che non sono state ancora identificate le unità territoriali;
- NUTS V livello: 3.181 comuni, compresi città e municipi.

Secondo la Commissione Nazionale di Statistica della Romania (NCS), il territorio rumeno è suddiviso in otto regioni, ognuna delle quali conta sei distretti (unità amministrative) situati nella stessa area geografica e che hanno in comune la densità di popolazione. Le nove regioni sono: Nord-Est, Sud-Est, Sud, Sud-Ovest, Ovest, Nord-Ovest, Centro e Bucarest. Bucarest è l'unica regione che conta un solo distretto, quello di Ilfov. I criteri utilizzati dal NCS per la definizione delle regioni sono dati dalla combinazione di fattori geografici e omogeneità di densità.